# 黑澤爾赫斯特 (伊利諾伊州)
黑澤爾赫斯特（英語：Hazelhurst）是位於美國伊利諾伊州卡洛爾縣的一個非建制地區。該地的面積和人口皆未知。

## 地理
黑澤爾赫斯特的座標為41°57′48″N 89°41′10″W / 41.96333°N 89.68611°W，而該地的平均海拔高度為256米（即840英尺）。